# Antonella Benedettini
Antonella Benedettini (* 4. Februar 1958) ist eine san-marinesische Diplomatin. Sie ist Botschafterin ihres Landes in den Beneluxstaaten und Ständige Vertreterin bei der Europäischen Union sowie Generalkonsulin für Belgien.

## Leben
Benedettini absolvierte ihre höhere Schulbildung von 1972 bis 1977 am Institut 
„Albert Einstein“ in Rimini. Anschließend erwarb sie bis 1981 das Diplom als Übersetzer für Französisch und Englisch an der Universität Bologna. Berufsbegleitend absolvierte sie von 1990 bis 1994 ein Studium in Französischer und Englischer Literatur an der Universität Mailand. 
Von 1982 bis 1985 arbeitete Benedettini als stellvertretende Generalsekretärin der UNESCO-Kommission ihres Landes. Von 1986 bis 1989 war sie beratend an der Botschaft in Brüssel tätig. Anschließend war sie bis 1992 Generalsekretärin der San-marinesischen UNESCO-Kommission und war gleichzeitig für die Abteilung für Übersetzungen und Dolmetschen des Außenministeriums verantwortlich. Von 1992 bis April 2008 war sie wiederum beratend an der Botschaft in Brüssel tätig, deren stellvertretende Leitung sie im Mai 2008 übernahm.
Antonella Benedettini wurde im März 2009 zur nichtresidierenden Botschafterin für Island ernannt. In Brüssel wurde sie zudem im Dezember 2010 Generalkonsulin für Belgien. Benedettini wurde am 8. April 2014 als Botschafterin in Belgien akkreditiert. Die weiteren Akkreditierungen folgten am 15. März 2016 für die Niederlande und am 28. Februar 2019 für Luxemburg. Ihr Dienstsitz ist die Botschaft in Brüssel. – Nichtresidierende Botschafterin für Island ist seit April 2018 Federica Bigi.
Benedettini ist verheiratet und hat eine Tochter. Sie spricht Italienisch, Französisch, Englisch und hat Grundkenntnisse in Deutsch und Niederländisch.